# Lorenzo Bernardi
Lorenzo Bernardi (Trento, Italia, 11 de agosto de 1968) es un exjugador profesional y entrenador de voleibol italiano. En septiembre de 2001 fue elegido Mejor Jugador del siglo XX por la FIVB junto al estadounidense Karch Kiraly y en 2011 fue incluido en el Volleyball Hall of Fame.

## Jugador

### Clubes
Debuta en la  Serie A1 con el Pallavolo Padova a los 15 años en la temporada 1984-85 antes de transitar por cinco temporadas en el Pallavolo Modena  y doce en el Sisley Treviso.  Con los dos gana nueve veces la Liga italiana (récord) y cuatro  Ligas de Campeones además de otros títulos menores.
En las temporadas 2002-03 y 2003-04 juega con el equipo de su ciudad nadal el Trentino Volley sin conseguir ganar ningún título pese a la victoria de la regular season en 2003-04. La temporada siguiente se marcha al Lube Macerata, ganando su último trofeo como jugador, la Challenge Cup 2004-05.
Acaba su trayectoria en 2007 en el Gabeca Montichiari después de una media temporada en el Olympiakos CFP griego y dos en el Blu Volley Verona.
Ha sido hasta marzo de 2013 el máximo anotador en la historia de la  Serie A1 sumando regular season y playoff.

### Selección
Bernardi ha sido 306 veces Internacional por Italia formando parte de la generación dorada del voleibol italiano. Ganó dos  Mundiales, dos Eurocopas y cinco veces la Liga Mundial.

## Entrenador
Después de dos temporadas como jugador-entrenador en el Anaune Volley en 2009-10 entrena el Pallavolo Padova el equipo donde empezó su trayectoria como jugador profesional. En verano 2010 se marcha a Polonia por entrenar el Jastrzębski Węgiel y cuatro años después a Turquía al Halkbank Ankara.
En el verano 2009 ha sido entrenador de la selección italiana B con la cual ganó los  Juegos Mediterráneos de 2009.

## Jugador

### Clubes
- Campeonato de Italia (9) : 1985-86, 1986-87, 1987-88, 1988-89, 1993-94, 1995-96, 1997-98, 1999-00, 2000-01
- Copa de Italia (5) : 1985-86, 1987-88, 1988-89, 1992-93, 1999-00
- Supercopa de Italia (3) : 1988, 2000, 2001
- Champions League (4):  1989-90, 1994-95, 1998-99, 1999-00
- Supercopa de Europa (2): 1994, 1999
- Recopa de Europa (2): 1985-86, 1993-94
- Copa CEV/Challenge Cup (4): 1990-91, 1992-93, 1997-98, 2004-05

## Entrenador

### Clubes
- Copa de Turquía (1) : 2014-15
- Supercopa de Turquía (1) : 2015
- Campeonato de Italia (1) : 2017-18
- Copa de Italia (2) : 2017-18, 2018-19
- Supercopa de Italia (1) : 2017

### Selecciòn
- Juegos Mediterráneos de 2009